# Eugen d'Albert
Pour les articles homonymes, voir d'Albert.
Eugen d’Albert, né le 10 avril 1864 à Glasgow et mort le 3 mars 1932 à Riga, est un pianiste et compositeur allemand d'origine écossaise.
Éduqué en Grande-Bretagne, d'Albert fait preuve d'un talent musical précoce et, à l'âge de dix-sept ans, il obtient une bourse pour étudier en Autriche. Se sentant proche de la culture et de la musique allemandes, il émigre bientôt en Allemagne, où il étudie avec Franz Liszt et commence une carrière de pianiste de concert. D'Albert répudie sa formation et son éducation en Écosse et se considère comme allemand.
Tout en poursuivant sa carrière de pianiste, d'Albert se concentre de plus en plus sur la composition, produisant 21 opéras et un nombre considérable d'œuvres pour piano, voix, chambre et orchestre. Ses œuvres orchestrales à succès comprennent son concerto pour violoncelle (1899), une symphonie, deux quatuors à cordes et deux concertos pour piano. En 1907, d'Albert devient directeur de la Hochschule für Musik de Berlin.
D'Albert s'est marié six fois, avec notamment la pianiste et chanteuse Teresa Carreño, et a été successivement citoyen britannique, allemand et suisse.

## Le pianiste

### Enfance et débuts
D'Albert est né au 4 Crescent Place, à Glasgow, en Écosse, d'une mère anglaise, Annie Rowell, et d'un père allemand d'origine française et italienne, Charles Louis Napoléon d'Albert (1809-1886), dont les compositeurs Giuseppe Matteo Alberti et Domenico Alberti sont des ancêtres. Le père de D'Albert était un pianiste, et compositeur de musique de salon prolifique qui avait été maître de ballet au King's Theatre et à Covent Garden,. D'Albert est né alors que son père avait 55 ans. Le Musical Times écrit en 1904 que « cela, ainsi que d'autres circonstances, expliquait une certaine solitude dans la vie familiale du garçon. Il a été incompris, et 'criblé, cabiné et confiné' à un point tel qu'il a largement porté préjudice au pays qui l'a vu naître ».
Eugen d’Albert s'initie d'abord à la musique en autodidacte, avant d'entrer à la National Training School de Londres — dont le directeur est le célèbre compositeur d'opérettes Arthur Sullivan — où il étudie le piano avec Ernst Pauer à partir de 1876. Trois ans plus tard, Anton Rubinstein lui prédit déjà un « succès mondial », et le chef d'orchestre Hans Richter emmène le jeune homme de seize ans à Vienne, où il est présenté à Franz Liszt et à Carl Tausig : c'est auprès d'eux qu'il parfait son éducation pianistique, tout en bénéficiant, pour la composition, des conseils de Johannes Brahms et du critique musical Eduard Hanslick. 
Pendant de nombreuses années, d'Albert a considéré que sa formation et son travail durant cette période étaient sans valeur. Le Times écrit qu'il « est né et a été éduqué en Angleterre, et a remporté ses premiers succès en Angleterre, bien que, dans un élan d'impétuosité enfantine, il ait répudié il y a quelques années tout lien avec ce pays, où, selon ses propres dires, il est né par simple accident et où il n'a rien appris ». Plus tard, cependant, d'Albert modifie son point de vue : « L'ancien préjugé que j'avais contre l'Angleterre, que plusieurs incidents avaient éveillé, a complètement disparu depuis de nombreuses années. »

### Carrière
Ce sont ses premiers concerts à Berlin, au début des années 1880, qui lancent véritablement sa carrière ; et en 1883, il entame une gigantesque tournée en Europe et en Amérique. En 1881, Hans Richter invite d'Albert à jouer son premier concerto pour piano, qui est « reçu avec enthousiasme ». Il semble qu'il s'agisse du concerto en la majeur perdu de d'Albert, et non de l'œuvre publiée trois ans plus tard sous le titre de Concerto pour piano n° 1 en si mineur, op. 2. La même année, d'Albert remporte la bourse Mendelssohn, lui permettant d'étudier à Vienne, où il rencontre Johannes Brahms, Franz Liszt et d'autres musiciens importants qui influencent son style.  D'Albert, conservant son enthousiasme précoce pour la culture et la musique allemandes (« l'écoute de Tristan und Isolde a eu une plus grande influence sur lui que l'éducation qu'il a reçue de son père ou de la National Training School for Music »), changea son prénom d'Eugène en Eugen et émigra en Allemagne, où il devint l'élève du vieux Liszt à Weimar.

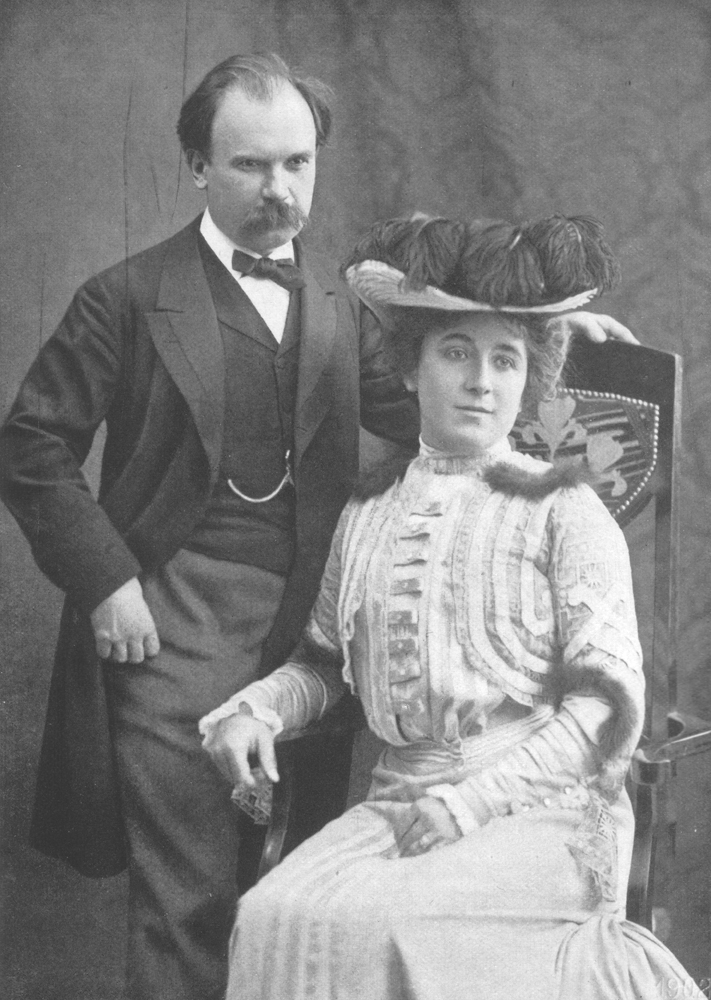
d'Albert et Hermine Finck en 1902.

Ses interprétations des œuvres de Bach et de Beethoven le rendent bientôt plus célèbre, en tant que pianiste, que Ferruccio Busoni ou Max Reger : "« En tant qu'interprète de Beethoven, Eugen d'Albert a peu d'égaux, voire aucun. » Progressivement, le travail de d'Albert en tant que compositeur occupe de plus en plus son temps, et il réduit ses concerts. Il reçoit un certain nombre de dédicaces, notamment celle du Burleske en ré mineur de Richard Strauss, qu'il crée en 1890,. En 1907, il devient directeur de la Hochschule für Musik de Berlin, où, selon The Times, il exerce une grande influence sur l'enseignement musical en Allemagne. Il occupe également le poste de Kapellmeister à la Cour de Weimar.

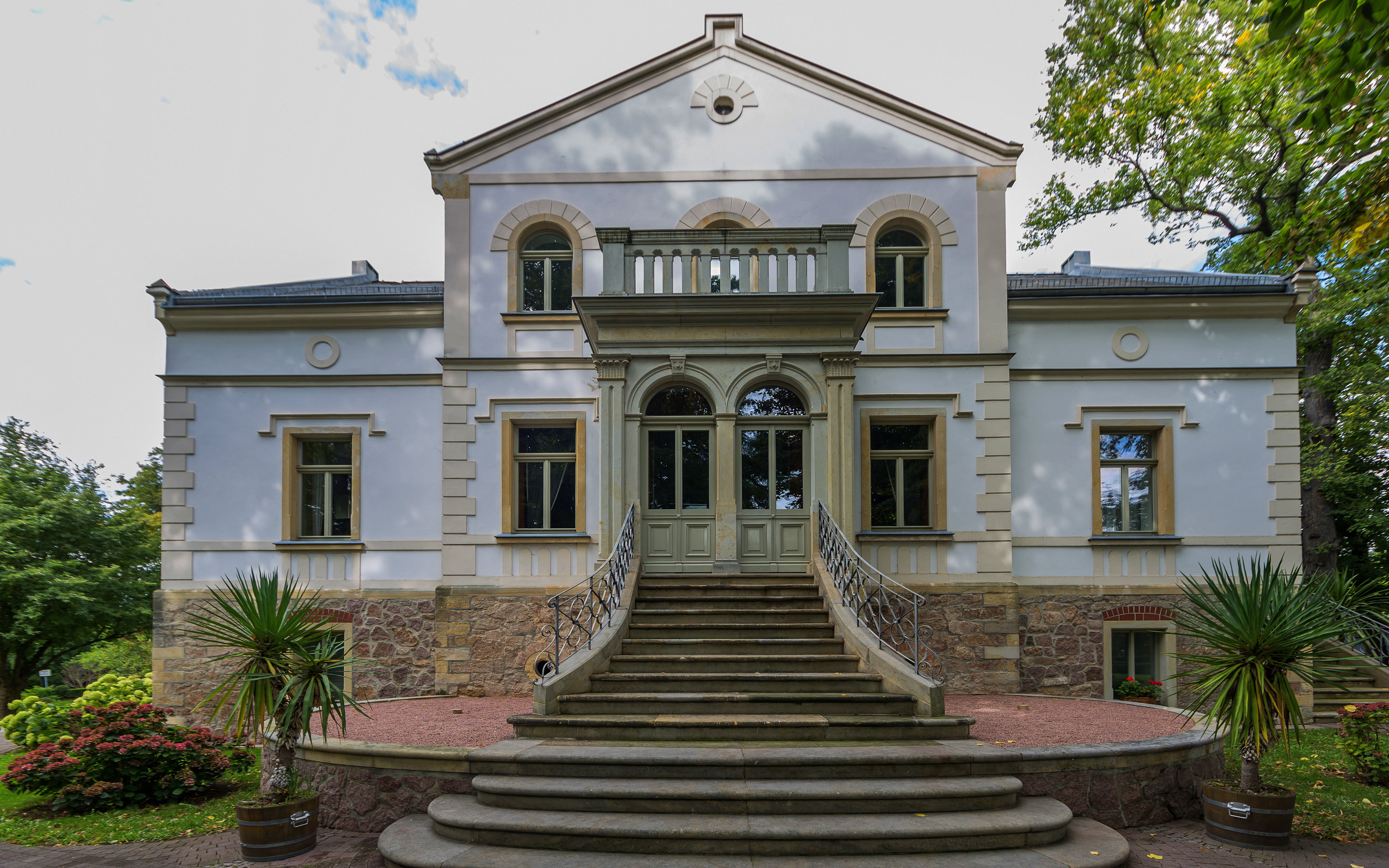
Villa Teresa, Coswig, maison d'Eugen d'Albert et Carreño de 1891 à 1895, maintenant transformée en musée.

D'Albert était un compositeur prolifique ; sa production comprend un grand nombre d'œuvres pour piano, de musique de chambre et de lieder. Il a également composé vingt et un opéras, dans une grande variété de styles, qui ont été créés pour la plupart en Allemagne. Tiefland a été joué dans des opéras du monde entier et conserve une place dans le répertoire standard allemand et autrichien, avec une production au Deutsche Oper Berlin, en novembre 2007. 
Brillant pédagogue, il transmet la tradition pianistique de Liszt à ses élèves, parmi lesquels on compte Wilhelm Backhaus, Lubka Kolessa ou encore Edwin Fischer.

### Vie personnelle

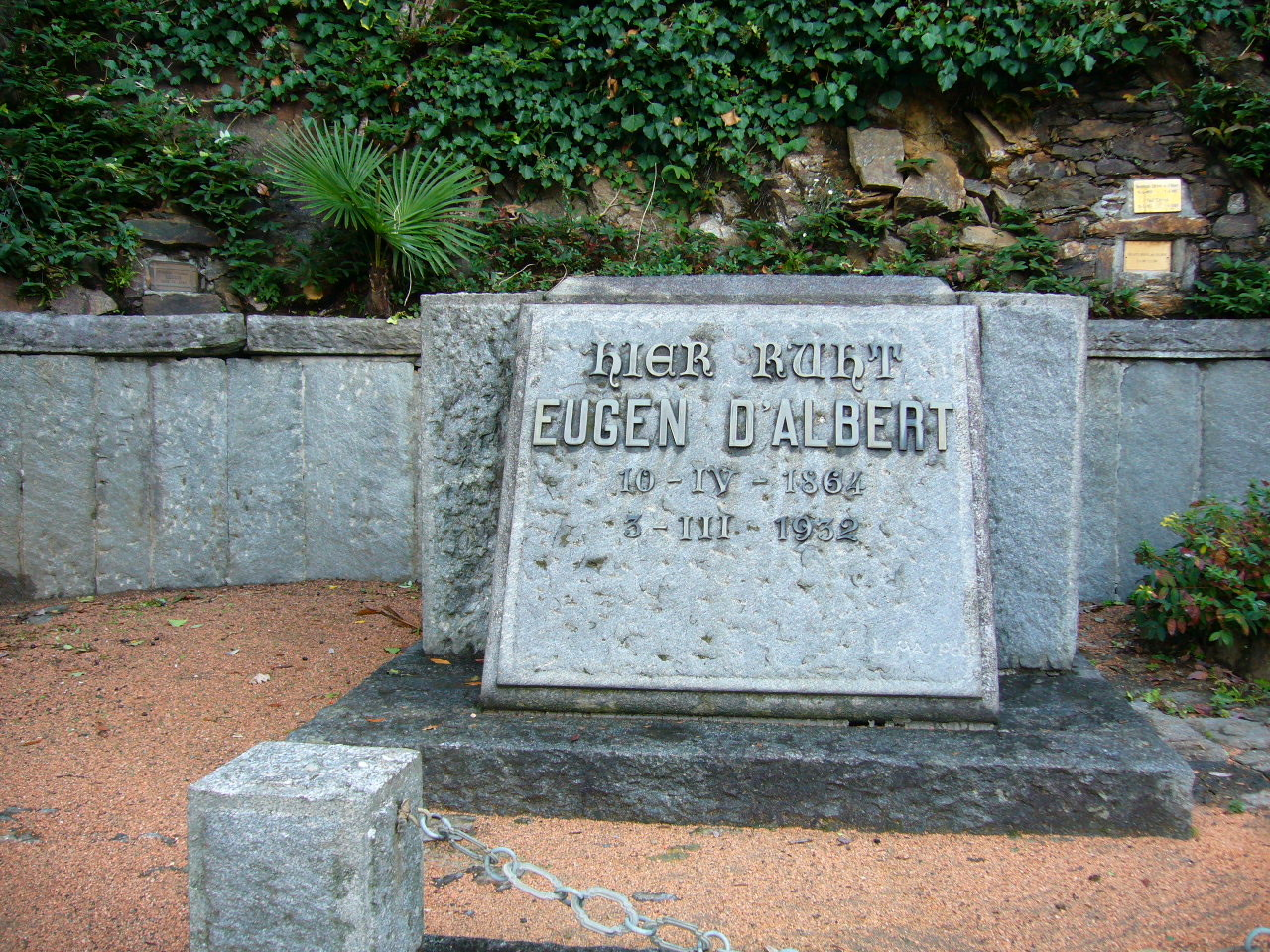
Tombe de d'Albert au cimetère de Morcote.

D'Albert comptait parmi ses amis Richard Strauss, Hans Pfitzner, Engelbert Humperdinck, Ignatz Waghalter et Gerhart Hauptmann, le dramaturge. Il s'est marié six fois et a eu huit enfants. Sa première femme fut Louise Salingré. Sa seconde, de 1892 à 1895, était la pianiste, chanteuse et compositrice vénézuélienne Teresa Carreño, qui s'était mariée plusieurs fois et avait dix ans de plus qu'Albert. Ses dernières épouses furent la soprano Hermine Finck, qui interpréta le rôle de la sorcière dans l'opéra de Humperdinck, Hänsel und Gretel ; l'actrice Ida Fulda ; Friederike Jauner ; et Hilde Fels. Sa dernière compagne était une maîtresse, Virginia Zanetti.
En 1914, d'Albert s'installe à Zurich et devient citoyen suisse. Il meurt en 1932 à l'âge de 67 ans à Riga, en Lettonie, où il s'était rendu pour divorcer de sa sixième épouse. Dans les semaines précédant sa mort, d'Albert a fait l'objet d'attaques de la part de la presse de Riga concernant sa vie personnelle. D'Albert est enterré dans le cimetière surplombant le lac de Lugano à Morcote, en Suisse.

## Le compositeur

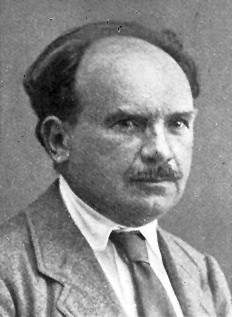
Eugen d'Albert en 1904

Le premier opus d'Eugen d’Albert, une suite pour piano en ré mineur, qu'il compose à l'âge de 19 ans, révèle son admiration pour Bach, tandis que dans son premier concerto pour piano, écrit un an plus tard, apparaît l'évidente influence de Liszt — à qui l'œuvre est d'ailleurs dédiée. Mais rapidement, Eugen d'Albert acquiert son style propre, s'articulant autour d'une approche harmonique plus personnelle et une recherche formelle typique de la tradition brahmsienne, comme le montrent son second concerto pour piano (1893) et son concerto pour violoncelle (1899) ; ou encore ses deux quatuors à cordes, datés respectivement de 1888 et 1893, qui s'inscrivent dans la grande lignée germanique de la musique de chambre. C'est néanmoins dans la musique vocale que la créativité d'Eugen d'Albert trouve son plus grand épanouissement : outre ses 58 lieder — dont une grande partie est inspirée par Hermine Finck, une de ses six épouses successives — sa production ne compte pas moins de 21 opéras, composés entre 1893 et 1932. Hormis dans le genre de l'opéra-comique, où il s'émancipe de son aîné, d'Albert conserve dans ses œuvres dramatiques de nombreuses habitudes wagnériennes — à commencer par l'emploi du leitmotiv — tout en assimilant l'influence italienne et plus particulièrement celle du courant vériste. De cette œuvre abondante, on retiendra surtout Die toten Augen (1916) et Tiefland (1903), ses deux seuls opéras qui conservent aujourd'hui encore une certaine renommée.

## Œuvre
- Opus 1 : Suite pour piano en ré mineur
- Opus 2 : Concerto pour piano en si mineur
- Opus 3 : Lieder avec accompagnement de piano
- Opus 4 : Symphonie en fa majeur
- Opus 5 : Huit pièces pour piano
- Opus 6 : Valse pour piano à quatre mains
- Opus 7 : Quatuor à cordes n°1 en la mineur
- Opus 8 : Ouverture d'Esther
- Opus 9 : Lieder avec accompagnement de piano
- Opus 10 : Sonate pour piano en fa dièse mineur
- Opus 11 : Quatuor à cordes n°2 en mi bémol majeur
- Opus 12 : Concerto pour piano n°2 en mi bémol majeur
- Opus 13 : Lieder avec accompagnement de piano
- Opus 14 : Der Mensch und das Leben
- Opus 15 : Seejungfräulein, scène de concert pour voix et orchestre
- Opus 16 : Vier Klavierstücke
- Opus 17 : Lieder avec accompagnement de piano
- Opus 18 : Lieder avec accompagnement de piano
- Opus 19 : Lieder avec accompagnement de piano
- Opus 20 : Concerto pour violoncelle en ut majeur
- Opus 21 : Lieder avec accompagnement de piano
- Opus 22 : Lieder avec accompagnement de piano
- Opus 23 : Huit Lieder (1900)
- Opus 24 : Wie wir die Natur erleben pour soprano (ou ténor) et orchestre
- Opus 25 : Deux Lieder pour soprano (ou ténor) et orchestre
- Opus 26 : Mittelalterliche Venushymne pour ténor et orchestre
- Opus 27 : Lieder avec accompagnement de piano
- Opus 28 : Lieder avec accompagnement de piano
- Opus 29 : Cinq Bagatelles pour piano
- Opus 30 : An den Genius von Deutschland pour chœur, soli et orchestre
- Opus 33 : Suite pour orchestre
- Opus 34 : Prélude symphonique pour l'opéra Tiefland

### Opéras
- Der Rubin, Karlsruhe, 1893
- Ghismonda, Dresde, 1895
- Gernot, Mannheim, 1897
- Die Abreise, Francfort, 1898
- Kain, Berlin, 1900
- Der Improvisator, Berlin, 1902
- Tiefland, Prague, 1903
- Flauto solo, Prague, 1905
- Tragaldabas, Hamburg, 1907
- Izeyl, Hamburg, 1909
- Die verschenkte Frau, Vienne, 1912
- Liebesketten, Vienne, 1912
- Die toten Augen, Dresde, 1916
- Der Stier von Olivera, Leipzig, 1918
- Revolutionshochzeit, Leipzig, 1919
- Scirocco, Darmstadt, 1921
- Mareike von Nymwegen, Hamburg, 1923
- Der Golem, Frankfurt, 1926
- Die schwarze Orchidee, Leipzig, 1929
- Die Witwe von Ephesus, 1930
- Mister Wu, 1932